# فقط تجارت
فقط تجارت یا فقط بیزینس (به انگلیسی: Just Business) فیلمی محصول سال ۲۰۰۸ و به کارگردانی جاناتان دوئک است. در این فیلم بازیگرانی همچون جینا گرشان، جاناتان والتون، ارل پاستکو، زکری بنت، آنتونی جی. میفسود و تونی بلوم ایفای نقش کرده‌اند.